# Digitalna televizija
Digitalna televizija (DTV) je naslednica običajne (analogne) televizije. Najopaznejši izboljšavi DTV sta kvalitetnejša slika in možnost vpliva gledalca na program (interaktivnost).

## Vrste digitalne televizije
Poznamo več različnih vrst digitalne TV:
- Satelitska digitalna TV (DVB-S)
- Zemeljska digitalna TV (DVB-T)
- Kabelska digitalna TV (DVB-C)
- Mobilna digitalna TV (DVB-H)
- IPTV
- WEB TV
- P2P TV

### Satelitska DTV
Pri satelitski digitalni TV je oddajnik nameščen na satelitu v geostacionarni orbiti. Signal potuje najprej iz studia na zemlji do satelita. Satelit signal ojača in ga pošlje v snopu nazaj proti zemlji. Snop tipično pokriva več držav. Za sprejem tega signala si mora končni uporabnik nabaviti ustrezno parabolično anteno, ki zbere ("fokusira") in ojača signal, ki pride s satelita in ga pošlje preko koaksialnega kabla do sprejemnika (STB) priključenega na klasično TV.

### Zemeljska DTV
Zemeljska digitalna TV je po zanesljivosti in kakovosti podobna satelitski TV. Ta tehnologija je uporabnikom lažje dostopna kot satelitska, saj ne zahteva montaže parabolične antene ampak uporablja obstoječe sprejemne antene. V tem primeru si mora uporabnik nabaviti le ustrezni digitalni sprejemnik.

### Kabelska DTV
Pri kabelski DTV signal potuje, namesto preko anten, preko koaksialnega kabla ali optičnih vlaken. Za tak način prenosa je potrebno, da ima končni uporabnik napeljan kabelski priključek. To je dražje od anten, a ima tudi prednost. Uporabnika lahko sprejema več kanalov in lahko ima na istem priključku istočasno še širokopasovni internet.

### Mobilna DTV
Mobilna TV se šele počasi uvaja. Namenjena je sprejemu digitalnih programov na mobilnih napravah kot so GSM telefoni, dlančniki ipd.ist

### IPTV
IPTV je nov način pošiljanja programov po širokopasovnem internetnem omrežju (XDSL ali koakialna povezava), ki se naglo širi. V Sloveniji je kot prvi to začel Telekom s svojim Siol TV, danes pa ponuja vsak ponudnik dostopa do interneta svojo TV (npr. T2, Amis). Za sprejem le te mora končni uporabnik biti priključen na telefonsko ali optično omrežje in mora biti naročen na internetni paket ponudnika. Največkrat gre kar za sklop storitev dvojček, trojček in celo četverček. Poleg tega pa uporabnik potrebuje še poseben sprejemnik, ki digitalne signale sprejme in jih v analogni obliki, prek AV povezave, prikazuje na klasičnem TV sprejemniku. Z vidika uporabnika je zelo podobno kabelski televiziji, z določenimi prednostmi in slabostmi. Slednja gre predvsem na račun nedostopnosti vsem naročnikom, saj mora biti naročnik dovolj blizu centrale ali pa priključen na optično omrežje, ter da je omejeno število priključenih TV. Ker pa še ni natančnega standarda za IPTV in ker v glavnem poteka po zastarelih omrežjih, prihaja do kratkočasnih prekinitev oz. izgub informacij, kar naročnik zazna kot kockanje slike ali hreščanje zvoka.

## Formati in pasovne širine
Trenutno se uporabljajo sistemi PAL, NTSC in SECAM. Postopno jih zamenjuje HDTV oz. TV visoke ločljivosti, ki ima 1280 x 720 pik ali 1920 x 1080 v prepletenem ali progresivnem načinu. V obeh primerih je format slike 16:9.

## Interaktivnost
Gledalec lahko posega na TV sistem. Lahko izbira vsebino, glasuje in podobno. Za interaktivnost je potrebna dvosmerna povezava.

## Prehodno obdobje (v Sloveniji)
V prehodnem obdobju se lahko v večini držav sprejemata obe vrsti signala, analogni in digitalni.
V Sloveniji poskusni DVB prenos teče že od leta 2001. Po vsej Sloveniji se je simulcast (hkratno analogno in digitalno oddajanje) pričel najkasneje 1. junija 2009. Analogno oddajanje se je prenehalo 18 mesecev po pričetku digitalnega oddajanja v določenem območju pokrivanja. Vso analogno oddajanje je bilo izklopljeno januarja 2011.